# Рамси (округ, Северная Дакота)
Округ Рамси (англ. Ramsey County) располагается в штате Северная Дакота, США. Официально образован в 1873 году. По состоянию на 2013 год, численность населения составляла 11 554 человека.

## География
По данным Бюро переписи США, общая площадь округа равняется 3 369,593 км2, из которых 3 069,153 км2 — суша, и 116,000 км2, или 8,920 % — это водоёмы.

## Население
По данным переписи населения 2000 года в округе проживает 12 066 жителей в составе 4957 домашних хозяйств и 3 187 семей. Плотность населения составляет 4,00 человека на км2. На территории округа насчитывается 5729 жилых строений, при плотности застройки около 2,00-х строений на км2. Расовый состав населения: белые — 92,31 %, афроамериканцы — 0,21 %, коренные американцы (индейцы) — 5,40 %, азиаты — 0,26 %, гавайцы — 0,02 %, представители других рас — 0,17 %, представители двух или более рас — 1,64 %. Испаноязычные составляли 0,52 % населения независимо от расы.
В составе 29,90 % из общего числа домашних хозяйств проживают дети в возрасте до 18 лет, 51,80 % домашних хозяйств представляют собой супружеские пары, проживающие вместе, 8,50 % домашних хозяйств представляют собой одиноких женщин без супруга, 35,70 % домашних хозяйств не имеют отношения к семьям, 31,10 % домашних хозяйств состоят из одного человека, 14,60 % домашних хозяйств состоят из престарелых (65 лет и старше), проживающих в одиночестве. Средний размер домашнего хозяйства составляет 2,34 человека, и средний размер семьи 2,94 человека.
Возрастной состав округа: 25,00 % — моложе 18 лет, 8,00 % — от 18 до 24, 25,90 % — от 25 до 44, 22,30 % — от 45 до 64, и 22,30 % — от 65 и старше. Средний возраст жителя округа — 40 лет. На каждые 100 женщин приходится 97,40 мужчин. На каждые 100 женщин старше 18 лет приходится 94,40 мужчин.
Средний доход на домохозяйство в округе составлял 35 600 USD, на семью — 42 439 USD. Среднестатистический заработок мужчины был 29 562 USD против 18 629 USD для женщины. Доход на душу населения составлял 18 060 USD. Около 8,70 % семей и 12,60 % общего населения находились ниже черты бедности, в том числе — 16,90 % молодежи (тех, кому ещё не исполнилось 18 лет) и 8,00 % тех, кому было уже больше 65 лет.